# Semachrysa dammermani
Semachrysa dammermani is een insect uit de familie van de gaasvliegen (Chrysopidae), die tot de orde netvleugeligen (Neuroptera) behoort. 
Semachrysa dammermani is voor het eerst wetenschappelijk beschreven door Esben-Petersen in 1929.